# Theodor Bolzenius
Theodor Bolzenius (* 1922; † 5. September 1997) war ein Kommunalpolitiker (CDU) und von 1975 bis 1984 Oberbürgermeister der Stadt Mönchengladbach. Er war der erste Oberbürgermeister nach der Vereinigung des (alten) Mönchengladbachs mit der Stadt Rheydt und der Gemeinde Wickrath zur „Stadt Mönchengladbach“, die bei der Gebietsreform in Nordrhein-Westfalen (Düsseldorf-Gesetz) am 1. Januar 1975 vollzogen wurde.

## Leben
Bolzenius war von 1965 bis 1987 Schulleiter des Stiftischen Humanistischen Gymnasiums Mönchengladbach. Während seiner Amtszeit wurden das Museum Abteiberg und das Zentralbad Mönchengladbach errichtet. Aufgrund angeblicher Untreue verlor die CDU nach 39 Jahren im Stadtrat Mönchengladbach ihre Mehrheit, und Bolzenius trat infolgedessen von seinem Amt zurück.

## Auszeichnungen
- 1990: Ehrenring der Stadt Mönchengladbach[4][5]